# Barview (Oregon, Coos megye)
Barview az Amerikai Egyesült Államok északnyugati részén, Oregon állam Coos megyéjében, a Coos-öböllel szemközt, Coos Baytől 11 km-re nyugatra, a Cape Arago Highway mentén elhelyezkedő statisztikai település. A 2010. évi népszámláláskor 1844 lakosa volt. Területe 4,6 km², melyből 1 km² vízi.

## Népesség

### 2010
A 2010-es népszámláláskor  1844 lakója, 736 háztartása és 478 családja volt. A népsűrűség 512,2 fő/km2. A lakóegységek száma 853, sűrűségük 236,9 db/km2. A lakosok 89,5%-a fehér, 0,3%-a afroamerikai, 3,4%-a indián, 1%-a ázsiai, 0,1%-a a Csendes-óceáni szigetekről származik, 0,8%-a egyéb, 5%-a pedig kettő vagy több etnikumú. A spanyol vagy latino származásúak aránya 4,6% (3,9% mexikói, 0,1% Puerto Ricó-i,  0,5% egyéb spanyol vagy latino származású.)
A háztartások 22,8%-ában élt 18 évnél fiatalabb. 47% házas, 10,7% egyedülálló nő, 7,2% egyedülálló férfi, 35,1% pedig nem család. 25,4% egyedül élt; 13%-uk 65 éves vagy idősebb. Egy háztartásban átlagosan 2,5 személy élt; a családok átlagmérete 2,94 fő.
A medián életkor 44,4 év volt. Lakóinak 21,6%-a 18 évesnél fiatalabb, 4,7% 18 és 24 év közötti, 22,6%-uk 25 és 44 év közötti, 28,9%-uk 45 és 64 év közötti, 20,5%-uk pedig 65 éves vagy idősebb. A lakosok 50,1%-a férfi, 49,9%-a pedig nő.

### 2000
A 2000-es népszámláláskor   1782 lakója, 760 háztartása és 525 családja volt. A népsűrűség 495 fő/km2. A lakóegységek száma 842, sűrűségük 233,9 db/km2. A lakosok 91,83%-a fehér, 0,21%-a afroamerikai, 3,26%-a indián, 1,44%-a ázsiai, 0,05%-a a Csendes-óceáni szigetekről származik, 0,59%-a egyéb-, 2,62%-a pedig kettő vagy több etnikumú. A spanyol vagy latino származásúak aránya 2,99% (2% mexikói,  0,1% kubai, 1% pedig egyéb spanyol/latino származású.)
A háztartások 24,3%-ában élt 18 évnél fiatalabb. 53,8% házas, 9,3% egyedülálló nő; 30,8% pedig nem család. 23,4% egyedül élt; 10,4%-uk 65 éves vagy idősebb. Egy háztartásban átlagosan 2,45 személy élt; a családok átlagmérete 2,82 fő.
Lakóinak 22,4%-a 18 évesnél fiatalabb, 6,6% 18 és 24 év közötti, 24,7%-uk 25 és 44 év közötti, 28%-uk 45 és 64 év közötti, 18,3%-uk pedig 65 éves vagy idősebb. A medián életkor 43 év volt. Minden 100 nőre 107,1 férfi jut; a 18 évnél idősebb nőknél ez az arány 103,8.
A háztartások medián bevétele 28 098 amerikai dollár, ez az érték családoknál $30 257. A férfiak medián keresete $28 714, míg a nőké $17 347. Az egy főre jutó bevétel (PCI) $13 022. A családok 21,6%-a, a teljes népesség 23,1%-a élt létminimum alatt; a 18 év alattiaknál ez a szám 24,7%, a 65 évnél idősebbeknél pedig 13%.

## Fordítás
Ez a szócikk részben vagy egészben  a   Barview, Oregon című angol Wikipédia-szócikk ezen változatának fordításán alapul.  Az eredeti cikk szerkesztőit annak laptörténete sorolja fel. Ez a jelzés csupán a megfogalmazás eredetét és a szerzői jogokat jelzi, nem szolgál a cikkben szereplő információk forrásmegjelöléseként.